# Kojak (sèrie de televisió de 2005)
Kojak és una sèrie de televisió dramàtica estatunidenca protagonitzada per Ving Rhames. Es va emetre al canal de cable USA Network i a ITV4 al Regne Unit. És un remake de la sèrie homònima dels anys 70 i 80, protagonitzada per Telly Savalas.
Rhames (conegut per les seves aparicions a Pulp Fiction, Out of Sight o Mission: Impossible) interpreta el tinent Theo Kojak del departament de policia de la ciutat de Nova York, un detectiu hàbil vestit de civil i amb el cap rapat que té afinitat pel jazz, la roba refinada i els xupa-xups. Com en el Kojak original, li agrada dir sovint la frase "Who loves ya, baby?". La sèrie només va durar una temporada de deu episodis.

## Repartiment
- Ving Rhames com a Tinent Theo Kojak
- Chazz Palminteri com a Capità Frank McNeil
- Michael Kelly com a Detectiu Bobby Crocker
- Chuck Shamata com a Detectiu Henry Messina
- Roselyn Sánchez com a ADA Carmen Simone
- Sybil Temtchine com a Detectiu Emily Patterson

## Episodis
| Núm. | Títol                  | Direcció                     | Guió            | Estrena            |
| --- | ---------------------- | ---------------------------- | --------------- | ------------------ |
| 12 | «Pilot»                | Eric Bross & Michael Watkins | Tony Piccirillo | 25 de març de 2005 |
| Episodi pilot de 2 hores: un assassí de prostitutes que tenen fills està deixant criatures sense cap tutor legal per tota la ciutat. Quan Kojak veu aquests nens, s'enfada i fa que la caça sigui un problema personal. |                        |                              |                 |                    |
| 3 | «All That Glitters»    | Eric Bross                   | Walter Klenhard | 3 d'abril de 2005  |
| Un robatori en una joieria s'intensifica i acaba amb dues persones preses com a ostatges i una morta. Kojak es canvia pels ostatges i descobreix que hi ha un altre crim darrere d'aquest robatori. Kojak intenta ajudar el lladre a salvar els seus éssers estimats.                                                                    |                        |                              |                 |                    |
| 4 | «East Sixties»         | Colin Bucksey                | Alyson Feltes   | 10 d'abril de 2005 |
| Un ric promotor de terres és assassinat en un dels seus edificis i la seva filla adoptiva es queda amb la seva tia. Kojak descobreix que la mare biològica acaba de sortir de la presó. Poc després, la nena és presa com a ostatge a la seva escola.                                                                                    |                        |                              |                 |                    |
| 5 | «Fathers and Sons»     | Norberto Barba               | Larry Brothers  | 17 d'abril de 2005 |
| Un robatori a mà armada s'intensifica i el pare d'un nen de deu anys és afusellat. Kojak recorda la mort semblant del seu propi pare i comença a treballar en l'antic cas. Mentrestant, ADA Stone és colpejada per un assassí que vol tancar el seu cas. Kojak es veu obligat a dividir el seu equip per resoldre els tres casos alhora. |                        |                              |                 |                    |
| 6 | «Hitman»               | Michael Robison              | David Black     | 24 d'abril de 2005 |
| Un franctirador mata per diversió i no per diners, la qual cosa porta Kojak i el seu equip a casos similars en altres ciutats. Kojak pot aconseguir un gran avenç en el cas quan rep informació d'un presoner que una vegada va engarjolar, però el preu de la informació seria alt.                                                     |                        |                              |                 |                    |
| 7 | «Kind of Blue»         | Jerry Levine                 | Natalie Chaidez | 1 de maig de 2005  |
| Kojak torna a enfrontar-se al seu propi passat quan es troba amb un jove estudiant que està pensant a unir-se a la seva antiga banda per resoldre els seus problemes financers. Kojak intenta aturar el robatori previst i arrestar el violent líder de la banda.                                                                        |                        |                              |                 |                    |
| 8 | «Music of the Night»   | Jerry Levine                 | Steve Feke      | 8 de maig de 2005  |
| Una cantant de jazz està sent assetjada, i Kojak pensa que l'assetjador també és el terrorista que el manté ocupat a ell i al seu equip. Després que el club on actua també el fan explotar, Kojak creu que és un altre empleat, però aviat descobreix que va cometre un terrible error.                                                 |                        |                              |                 |                    |
| 9 | «All Bets Off: Part 1» | Colin Bucksey                | Tony Piccirillo | 15 de maig de 2005 |
| Durant la investigació del seu darrer cas d'assassinat, Kojak descobreix que el mort va tenir una aventura amb la dona del capità McNeill. Les coses s'escalfen quan Kojak troba les empremtes dactilars de McNeill a l'escena del crim.                                                                                                 |                        |                              |                 |                    |
| 10 | «All Bets Off: Part 2» | Michael Watkins              | Tony Piccirillo | 22 de maig de 2005 |
| La investigació en curs de l'amant assassinat de Kate McNeill mostra que el cas té similituds destacades amb diversos casos antics. McNeill és un assassí en sèrie o el motiu d'aquest assassinat és completament diferent? |                        |                              |                 |                    |

## Recepció
L'any 2006, la sèrie va ser nominada en tres categories als Black Reel Awards: Ving Rhames com a millor actor, Roselyn Sanchez com a millor actriu i la productora Clara George a la millor pel·lícula de televisió o minisèrie.
El lloc web Fernsehserien va qualificar la interpretació de Rhames com d'«extremadament genial en el seu paper de Kojak, però en cas d'emergència pot tirar fort», i va descriure aquesta versió del 2005 no com un remake del clàssic sinó com una «sèrie nova que se sent compromesa amb la tradició, però que actua aquí i ara: en comparació amb els anys setanta, els gàngsters s'han tornat més sense escrúpols, però, en conseqüència, els agents de policia més durs.»